# Vānaprastha
Le Vanaprastha (sanskrit : वानप्रस्था IAST : vānaprasthā) ou vanaprasthasrama (sanskrit : वानप्रस्थाश्रम IAST : vānaprasthāśrama) est un des quatre stades de la vie dans l'hindouisme. Situé en troisième étape, vanaprastha signifie : aller dans la forêt. En fait, il s'agit pour le croyant, après avoir vécu une vie d'homme au foyer, de se retirer pour étudier les textes et suivre des règles d'ascétisme. Cette période où une discipline spirituelle doit rythmer le quotidien est aussi dénommée sadhu. L'étape suivante est le sannyasi où l'humain n'a alors plus que le but d'atteindre l'éveil, l'illumination.